# Yōkai! Hyakkiya-High School
Yōkai! Hyakkiya-High School (妖怪! 百鬼夜高等学校 Yōkai! Hyakki Yoru Kotō Gakkō?), también conocida como School of Pandemonium, es una serie de comedia japonesa, transmitida por BS Japan desde el 18 de octubre hasta el 27 de diciembre de 2018. Fue protagonizada por Hayato Onozuka, Ryō Kitamura, Hiroki Sana, Ryūnosuke Matsumura y Shunya Ōhira, entre otros.

## Argumento
Cuando el reloj marca la medianoche, una escuela para yōkais adolescentes abre sus puertas. Ningún humano puede ver la escuela, sin embargo, el estudiante de sencundaria Kazuo Tanaka  descubre la existencia del mundo de los yōkai. Tanaka es un humano sin amigos que es intimidado por sus compañeros de clase. Miserable y solitario, no se siente a gusto en el mundo humano, por lo que con la esperanza de hacer amigos y comenzar una nueva vida, se inscribe en la escuela yōkai y miente diciendo que es un yōkai de raza mixta muy raro llamado «Tanaka Ichiotoko», a pesar del hecho de que luce como un ser humano común. Los nuevos compañeros de clase sobrenaturales de Tanaka están llenos de sorpresas y no pueden evitar sospechar de su verdadera naturaleza.

## Reparto
- Hayato Onozuka como Tengu
- Ryō Kitamura como Kappa
- Hiroki Sana como Abura-sumashi
- Ryūnosuke Matsumura como Yuki-onna
- Shunya Ōhira como Bakeneko
- Naoya Kitagawa como Karakasa-kozō
- Ryōta Murai como Kazuo Tanaka

Secundarios
| - Akinaga Toyomoto como Rokurokubi - Tōru Kuga como Aka Oni - Masayasu Yagi como Kamaitachi - Hiroki Aiba como Onmyōji - Tom Fujita como Akaname - Ryō Yashima como Azukiarai - Shōichi Murakawa como Ittan-momen - Kōhei Takeda como Umibōzu - Kōji Kominami como Kanibōzu - Soramu Aoki como Kamaitachi - Kōki Osamura como Kamaitachi - Wataru Ichinose como Gyūki - Aoi Imagawa como Kuwazu-nyōbo | - Tomoya Miike como Shirime - Daiki Mihara como Sukahe - Yū Imari como Sunakake-baba - Akira como Soroban-bōzu - Ryō Kawai como Tōfu-kozō - Keisuke Kaminaga como Nue - Justin Tomimori como Nurikabe - Eru Matsufuji como Nure-onna - Miyu Osaka como Noppera-bō - Taishu Nukanobu como Noppera-bō - Mukaide Aris como Yuki-otoko - Hisanori Satō como Kitsune |